# Morti nel 1964/Maggio
| Questa pagina contiene informazioni ricavate automaticamente dalle voci biografiche con l'ausilio del template Bio e di un bot. L'aggiornamento è periodico e automatico e ricostruisce completamente la pagina. Se manca una persona in questa lista, sei pregato di non aggiungerla, ma accertati piuttosto che la sua voce biografica contenga il template Bio e che i dati anagrafici siano correttamente compilati. Se il template Bio manca, inseriscilo tu stesso o, in alternativa, metti l'avviso {{tmp\|Bio}} che ne segnala la mancanza. Se i dati riportati sono sbagliati, correggi direttamente la voce biografica; le modifiche saranno visibili in questa lista entro pochi giorni. Per chiarimenti vedi il progetto biografie. La lista contiene solo le 63 persone che sono citate nell'enciclopedia e per le quali è stato implementato correttamente il template Bio. Pagina aggiornata al 3 mar 2024. |

- 1º maggio - Gustav-Adolf von Zangen, generale tedesco (n. 1892)
- 2 maggio - Nancy Astor, politica statunitense (n. 1879)
- 4 maggio - André Lefèbvre, progettista e pilota automobilistico francese (n. 1894)
- 4 maggio - Vittoria Lepanto, attrice italiana (n. 1885)
- 4 maggio - Armando Lombardi, arcivescovo cattolico italiano (n. 1905)
- 5 maggio - Jindřich Baumruk, calciatore boemo (n. 1881)
- 5 maggio - Eugène Olivier, schermidore francese (n. 1881)
- 6 maggio - Juan Maglio, calciatore argentino (n. 1904)
- 6 maggio - Alfred Rosmer, sindacalista, politico e storico statunitense (n. 1877)
- 6 maggio - Hideo Yagi, esperantista giapponese (n. 1899)
- 7 maggio - Adele Albieri, scrittrice italiana (n. 1877)
- 7 maggio - Rune Bergström, calciatore svedese (n. 1891)
- 7 maggio - Geoffrey Holmes, hockeista su ghiaccio britannico (n. 1894)
- 7 maggio - Axel Norling, ginnasta, tuffatore e tiratore di fune svedese (n. 1884)
- 8 maggio - Kichisaburō Nomura, ammiraglio e politico giapponese (n. 1877)
- 9 maggio - Rico Lebrun, pittore e scultore italiano (n. 1900)
- 9 maggio - Erik Malmberg, lottatore svedese (n. 1897)
- 9 maggio - Carl Pedersen, calciatore norvegese (n. 1891)
- 10 maggio - Carol Haney, attrice, cantante e ballerina statunitense (n. 1924)
- 10 maggio - Michail Fëdorovič Larionov, pittore, scenografo e costumista russo (n. 1881)
- 12 maggio - Honoré Barthélémy, ciclista su strada, pistard e ciclocrossista francese (n. 1891)
- 12 maggio - Hubert Menten, calciatore e bobbista olandese (n. 1873)
- 13 maggio - James Carson, pallanuotista statunitense (n. 1901)
- 13 maggio - Konrad Walter Herrmann, calciatore svizzero (n. 1886)
- 13 maggio - Diana Wynyard, attrice britannica (n. 1906)
- 14 maggio - Giovanni Consolazione, pittore e artista italiano (n. 1908)
- 15 maggio - Vladko Maček, politico jugoslavo (n. 1879)
- 15 maggio - Henri Salvano, calciatore francese (n. 1901)
- 16 maggio - Fred Goebel, attore tedesco (n. 1891)
- 17 maggio - Edna Hammel, attrice statunitense (n. 1901)
- 17 maggio - Otto Wille Kuusinen, diplomatico, politico e critico letterario finlandese (n. 1881)
- 17 maggio - Pietro Luigi Micheletti, attore, musicista e impresario teatrale italiano (n. 1911)
- 17 maggio - Arpenik Nalbandyan, pittrice e artista sovietica (n. 1916)
- 17 maggio - Steve Owen, allenatore di football americano e giocatore di football americano statunitense (n. 1898)
- 17 maggio - Corso Pecori Giraldi, ammiraglio italiano (n. 1899)
- 18 maggio - Matteo Agosta, politico italiano (n. 1922)
- 18 maggio - Guglielmo Alberti, scrittore, critico letterario e antifascista italiano (n. 1900)
- 19 maggio - Anthony Kimmins, regista e sceneggiatore britannico (n. 1901)
- 20 maggio - Rudy Lewis, cantante statunitense (n. 1936)
- 20 maggio - Giuseppe Ravegnani, scrittore, critico letterario e giornalista italiano (n. 1895)
- 21 maggio - James Franck, fisico tedesco (n. 1882)
- 22 maggio - Giannin Andreossi, hockeista su ghiaccio svizzero (n. 1902)
- 22 maggio - Hobart Henley, regista, attore e produttore cinematografico statunitense (n. 1887)
- 22 maggio - Umberto Merlin, politico italiano (n. 1885)
- 23 maggio - János Urányi, canoista ungherese (n. 1924)
- 24 maggio - Renee Godfrey, attrice statunitense (n. 1919)
- 24 maggio - Mario Urbinati, ingegnere italiano (n. 1885)
- 25 maggio - Alda Borelli, attrice italiana (n. 1879)
- 26 maggio - Sven Friberg, calciatore svedese (n. 1895)
- 27 maggio - Walter Blume, aviatore, progettista e ingegnere aeronautico tedesco (n. 1896)
- 27 maggio - Jawaharlal Nehru, politico indiano (n. 1889)
- 28 maggio - Amedeo Berdini, tenore italiano (n. 1919)
- 28 maggio - Giuseppe Di Blasio, ceramista e politico italiano (n. 1896)
- 28 maggio - Mehboob Khan, regista indiano (n. 1907)
- 29 maggio - Andrej Mráz, critico letterario, storico della letteratura e drammaturgo slovacco (n. 1904)
- 29 maggio - Jack Parker, multiplista statunitense (n. 1915)
- 29 maggio - Fred Reinfeld, scacchista e scrittore statunitense (n. 1910)
- 30 maggio - José Quirante, calciatore e allenatore di calcio spagnolo (n. 1883)
- 30 maggio - Eddie Sachs, pilota automobilistico statunitense (n. 1927)
- 30 maggio - Leó Szilárd, fisico, inventore e scrittore ungherese (n. 1898)
- 31 maggio - Guido Gualandi, partigiano italiano (n. 1908)
- 31 maggio - Enno Walther Huth, imprenditore tedesco (n. 1875)
- 31 maggio - Sergio Viotto, alpinista italiano (n. 1928)